# Dipsastraea matthaii
Espèce
Dipsastraea matthaii est une espèce de coraux appartenant à la famille des Merulinidae.